# 木村太哉
木村 太哉（きむら たかや、1998年7月8日 - ）は、東京都出身のプロサッカー選手。Jリーグ・ファジアーノ岡山所属。ポジションはミッドフィールダー（MF）。

## 略歴
札幌大谷高校では2年次に全国高等学校サッカー選手権大会に出場。高校時代は常に全力でやりきる泥臭いプレーや持ち前の身体能力を活かした広大な守備範囲から「野獣区域」などと呼ばれていた。進学先の甲南大学では4年次に主将を務め、関西学生サッカーリーグ1部の年間ベストイレブンと最優秀賞（敢闘賞）を受賞した。2020年12月10日、2021年シーズンからのファジアーノ岡山FC加入内定が発表された。甲南大学からプロ入りするのは、木村が初となる。
2021年よりファジアーノ岡山FCに正式加入。2月28日、J2リーグ第1節の栃木SC戦でスタメン出場しプロデビューを飾った。4月25日、J2リーグ第10節のギラヴァンツ北九州戦でプロ初ゴールを決めた。
2025年2月15日、今季からJ1に初昇格したチーム開幕戦でJ1初ピッチ初ゴールを決め、チームのJ1初勝利に貢献。

## 所属クラブ
- フレンドリーSC
- アンフィニMAKI.FC U-12
- アンフィニMAKI.FC U-15
- 札幌大谷高校
- 甲南大学
- 2021年 -  ファジアーノ岡山FC

## 個人成績
| 国内大会個人成績 | 国内大会個人成績 | 国内大会個人成績 | 国内大会個人成績 | 国内大会個人成績             | 国内大会個人成績 | 国内大会個人成績 | 国内大会個人成績 | 国内大会個人成績 | 国内大会個人成績 | 国内大会個人成績 | 国内大会個人成績 |
| 年度             | クラブ           | 背番号           | リーグ           | リーグ戦                     | リーグ戦         | リーグ杯         | リーグ杯         | オープン杯       | オープン杯       | 期間通算         | 期間通算         |
| 年度             | クラブ           | 背番号           | リーグ           | 出場                         | 得点             | 出場             | 得点             | 出場             | 得点             | 出場             | 得点             |
| 日本             | 日本             | 日本             | 日本             | リーグ戦                     | リーグ戦         | リーグ杯         | リーグ杯         | 天皇杯           | 天皇杯           | 期間通算         | 期間通算         |
| ---------------- | ---------------- | ---------------- | ---------------- | ---------------------------- | ---------------- | ---------------- | ---------------- | ---------------- | ---------------- | ---------------- | ---------------- |
| 2021             | 岡山             | 27               | J2               | 42                           | 2                | -                | -                | 2                | 0                | 44               | 2                |
| 2022             | 岡山             | 19               | J2               | 19                           | 0                | -                | -                | 0                | 0                | 19               | 0                |
| 2023             | 岡山             | 19               | J2               | 28                           | 2                | -                | -                | 1                | 0                | 29               | 2                |
| 2024             | 岡山             | 27               | J2               | 38                           | 2                | 2                | 1                | 1                | 0                | 41               | 3                |
| 2025             | 岡山             | 27               | J1               |                              |                  |                  |                  |                  |                  |                  |                  |
| 通算             | 日本             | 日本             | J1               | \|\|\|\|\|\|\|\|\|\|\|\|\|\| |                  |                  |                  |                  |                  |                  |                  |
| 通算             | 日本             | 日本             | J2               | 127                          | 6                | 2                | 1                | 4                | 0                | 133              | 7                |
| 総通算           | 総通算           | 総通算           | 総通算           | 127                          | 6                | 2                | 1                | 4                | 0                | 133              | 7                |

その他公式戦
- Jリーグ初出場 - 2021年2月28日 J2第1節 栃木SC戦 (カンセキスタジアムとちぎ)
- Jリーグ初得点 - 2021年4月25日 J2第10節 ギラヴァンツ北九州戦 (シティライトスタジアム)
- 2024年
  - J1昇格プレーオフ：2試合1得点